# Nhảy xa
Nhảy xa (tiếng Anh: Long jump) là một nội dung thi đấu cơ bản trong môn Điền kinh thường được tổ chức ở Thế vận hội Mùa hè. Theo như tên gọi, môn này yêu cầu vận động viên nhảy xa chạy đà theo đường băng thẳng và chọn vị trí dậm nhảy cùng góc nhảy tối ưu để bật nhảy xa nhất từ vị trí ván dậm (để bảo đảm an toàn, vị trí tiếp đất là một hố cát tiêu chuẩn). Trong một cuộc thi đấu nhảy xa, mỗi vận động viên có 3 lần nhảy để lấy thành tích cao nhất làm thành tích cuối cùng; trong đó họ phải huy động tối đa sức mạnh, tốc độ, sự lanh lợi và kinh nghiệm cùng kiến thức về thể thao, đặc biệt là nhảy xa để nắm lấy cơ hội trở thành người thắng cuộc. Trong điền kinh, nhảy xa được xếp vào nhóm môn nhảy gồm bốn nội dung riêng biệt (mỗi vận động viên chỉ thi đấu ở một nội dung duy nhất) là Nhảy xa, Nhảy ba bước, Nhảy cao và Nhảy sào. Nội dung Nhảy xa cho nam được đưa vào Thế vận hội Mùa hè từ năm 1896 nhưng đến năm 1948 nội dung Nhảy xa cho nữ mới có mặt ở chương trình Olympic.